# Шравака
Шравака (санскр. Śrāvaka) или савака (пали Sāvaka) означает «тот, кто слушает» или, в более общем смысле, «ученик». Этот термин используется в буддизме и джайнизме. В джайнизме шравака — это любой мирянин-джайн, также термином шравака обозначали само сообщество джайнов (например, см. Сарак и Сараваги). Шравакачарас — это мирское поведение, изложенное в предписаниях шветамбаров или дигамбаров.
В буддизме шраваками иногда называли выдающихся учеников Будды.

## Буддизм

### Ранний буддизм
В раннем буддизме шравака или шравика — это ученик, который принимает:
- Будду как своего учителя
- учение Будды (Дхамму) — понимание Четырёх благородных истин, три характеристики бытия и стремление к ниббане. Например, во второй Метта сутте АН 4.126, принимая во внимание первую Метта сутту АН 4.125, обученный человек описывается как тот, кто «рассматривает все явления, связанные с формой, чувствами, восприятием, формациями и сознанием, как непостоянные, как страдание, как болезнь, как нарыв, как стрелу, как невзгоду, как бедствие, как чужое, как распадающееся, как пустое, как безличностное»[3].
- правила поведения буддийского сообщества: пять заповедей для мирян, патимоккху для монашествующих[4].

В никаях пали sāvaka в зависимости от контекста также может относиться к ученику не только Будды.

### Тхеравада
Шраваками называют тех, кто следовал традиции старших монахов первой буддийской сангхи. В Палийском каноне термин «ученик» выходит за рамки деления на монахов и мирян и может относиться к любому из следующих «четырёх собраний» последователей Будды:
- бхикку (монахи)
- бхикшуни (монахини)
- упасака и упасика (миряне обоих полов)

В буддийских текстах также упоминаются четыре типа учеников в зависимости от духовных достижений:
- «Величайший ученик» (пали aggasāvaka, санскр. agraśrāvaka) — в Палийском каноне к ним причислены только Шарипутра и Маудгальяяна[10];
- «Выдающийся ученик» (пали etadaggasāvaka, санскр. etadagraśrāvaka) — термин относится к тем ученикам, которые признаны лучшими в том или ином качестве;
- «Великий ученик» (пали mahāsāvaka, санскр. mahāśrāvaka) — примерами служат Махакашьяпа, Ананда, Ануруддха и Катьяяна[11];
- «Обыкновенный ученик» (пали pakatisāvaka, санскр. prakṛtiśrāvaka) — к этому типу относится большинство учеников, которые, будучи преданными Будде и его учению и посеяв семена для будущего освобождения, ещё не встали необратимо на путь освобождения и до сих пор остаются подвержены бесконечному перерождению[11].

#### Арьяшравака
В палийских комментариях под арьяшраваками (пали ariyasāvaka) подразумевают «учеников Благородного (то есть Будды)» (пали ariya — Благородный). Сома Тхера и Тханиссаро Бхикку переводят этот термин как «ученик благородных».
Однако Бхикку Бодхи интерпретирует этот термин как «благородный ученик» и, по его словам, в палийских суттах он используется двумя способами:
1. в широком смысле: любой ученик Будды;
2. в более узком: тот, кто, по крайней мере, находится на пути к просветлению (пали sotāpatti maggattha). В этом смысле «обычных людей» (пали puthujjana) можно противопоставить этому узкому определению «благородного ученика» (пали ariyasāvaka)[11]. Ньянатилока пишет[17]:

«Савака [...] относится в некотором ограниченном смысле (в основном ария-савака,«благородный ученик») только к восьми видам благородных учеников (ария-пуггала)».
В Палийском каноне иногда упоминаются «четыре пары» и «восемь типов» учеников, например, в Дхаджагга сутте СН 11.3, Патхама саракани сутте СН 55.24 и т. д. Речь идёт об учениках, которые достигли одной из четырёх стадий просветления:
- Сотапанна
- Сакадагамин
- Анагамин
- Архат

Что касается учеников, достигших архатства, Бхиккху Бодхи пишет:
В принципе, вся практика Благородного восьмеричного пути открыта для людей, ведущих любой образ жизни, монашеский или мирской, и Будда подтверждает, что многие из мирян продвинулись в Дхамме и достигли первых трёх из четырёх стадий пробуждения, вплоть до состояния невозвращающегося (анагамин).
Для каждого из этих этапов просветления есть соответствующая «пара» возможных учеников: тот, кто вступил на путь (пали magga); и достигший плода (пали phala). Каждая стадия представлена «парой» индивидуумов: путник (пали maggattha) и обретший плод (пали phalattha). Таким образом сообщество учеников состоит из четырёх пар или восьми типов людей (пали cattāri purisayugāni attha purisapuggalā), как описано, например, в Нандака личчхави сутте СН 55.30.

#### Выдающиеся ученики
В Ангуттара-никае 1.188—267 Будда выделяет 80 различных категорий своих «выдающихся» учеников (пали etadagga): 47 для монахов, 13 для монахинь, десять для мирян и десять для мирянок.
Ученики, принадлежащие к этим категориями, объявлены «выдающимися» или «главными» (пали etadagga), но они отличаются от «величайших учеников» (пали aggasāvaka), к которым относят только Шарипутру и Маудгальяяну.
|                                          | Главные ученики Будды (На основании АН 1.188—267) |                       |                      |                 |
| КАТЕГОРИЯ                                | Бхикшу                                            | Бхикшуни              | Упасака              | Упасика         |
| Старейший                                | Каундинья                                         | Махапраджапати Готами | —                    | —               |
| Великий мудрец                           | Шарипутра                                         | Кхема                 | —                    | —               |
| Сверхъественные способности              | Маудгальяяна                                      | Утпалаварна           | —                    | —               |
| Аскетизм                                 | Махакашьяпа                                       | —                     | —                    | —               |
| Божественный глаз                        | Ануруддха                                         | Сакула                | —                    | —               |
| Знатное происхождение                    | Бхаддия Калигодхаяпутта                           | —                     | —                    | —               |
| Приятный голос                           | Лакунтака Бхаддия                                 | —                     | —                    | —               |
| Львиный рык                              | Пиндола Бхарадваджа                               | —                     | —                    | —               |
| Оратор Дхаммы                            | Пунна Мантанипутта                                | Сакула                | Читта                | —               |
| Объясняет подробно сказанное кратко      | Катьяяна                                          | —                     | —                    | —               |
| Создаёт тело-из-разума                   | Чуллапантхака                                     | —                     | —                    | —               |
| Умелый в умственном преобразовании       | Чуллапантхака                                     | —                     | —                    | —               |
| Умелый в чувственном преобразовании      | Чуллапантхака                                     | —                     | —                    | —               |
| Свободный от конфликтов                  | Субхути                                           | —                     | —                    | —               |
| Наиболее достойный даров                 | Субхути                                           | —                     | —                    | —               |
| Проживающий в лесу                       | Ревата Кхадиравания                               | —                     | —                    | —               |
| Медитирующий                             | Канкхаревата                                      | Сундаринанда          | —                    | Уттаранандамата |
| Зарождающий усердие                      | Сона Коливиса                                     | Сона                  | —                    | —               |
| Превосходный оратор                      | Сона Кутиканна                                    | Дхаммадина            | —                    | —               |
| Получающий обретения                     | Сивали                                            | —                     | —                    | —               |
| Обрёл решительность посредством веры     | Ваккали                                           | Сингаламата           | —                    | —               |
| Желающий тренироваться                   | Рахула                                            | —                     | —                    | —               |
| Ушедший в бездомную жизнь благодаря вере | Раттхапала                                        | —                     | —                    | —               |
| Первым достаёт обеденный билет           | Кундадхана                                        | —                     | —                    | —               |
| Сочиняет вдохновенные строфы             | Вангиса                                           | —                     | —                    | —               |
| Внушает доверие во всех отношениях       | Упасена Вангантапутта                             | —                     | —                    | —               |
| Назначает обитадище                      | Дабба Маллапутта                                  | —                     | —                    | —               |
| Мил и приятен богам                      | Пилиндаваччха                                     | —                     | —                    | —               |
| Быстро достигает прямого знания          | Бахия Даручирия                                   | Бхадда Кундалакеса    | —                    | —               |
| Обладает разносторонней речью            | Кумара Кассапа                                    | —                     | —                    | —               |
| Достиг аналитических знаний              | Махакоттхита                                      | —                     | —                    | —               |
| Достигает великого знания                | —                                                 | Бхадда Каччана        | —                    | —               |
| Учёный                                   | Ананда                                            | —                     | —                    | Кхудджуттара    |
| Обладает хорошей памятью                 | Ананда                                            | —                     | —                    | —               |
| Быстро схватывает учения                 | Ананда                                            | —                     | —                    | —               |
| Решительность                            | Ананда                                            | —                     | —                    | —               |
| Личный прислужник                        | Ананда                                            | —                     | —                    | —               |
| Обладает большой свитой                  | Урувела Кассапа                                   | —                     | —                    | —               |
| Пробуждает доверие в семьях              | Калудайи                                          | —                     | —                    | —               |
| Хорошее здоровье                         | Баккула                                           | —                     | —                    | —               |
| Вспоминает прошлые жизни                 | Собхита                                           | Бхадда Капилани       | —                    | —               |
| Приверженец Винаи                        | Упали                                             | Патачара              | —                    | —               |
| Наставник монахов                        | Махакаппина                                       | —                     | —                    | —               |
| Наставник монахинь                       | Нандака                                           | —                     | —                    | —               |
| Лучший в охране дверей органов чувств    | Нанда                                             | —                     | —                    | —               |
| Обладает умением в элементе огня         | Сагата                                            | —                     | —                    | —               |
| Получает красноречивые лекции            | Радха                                             | —                     | —                    | —               |
| Носит грубые одежды                      | Могхараджа                                        | Киса Готами           | —                    | —               |
| Первыми приняли прибежище                | —                                                 | —                     | Тапуса и Балика      | Суджата         |
| Жертвователь                             | —                                                 | —                     | Анатхапиндика        | Висакха         |
| Имеет четыре основы для симпатии         | —                                                 | —                     | Хаттхака из Алави    | —               |
| Доброжелательность                       | —                                                 | —                     | —                    | Самавати        |
| Даритель превосходных вещей              | —                                                 | —                     | Маханама             | Суппаваса       |
| Уха живает за больными                   | —                                                 | —                     | —                    | Суппия          |
| Даритель приятных вещей                  | —                                                 | —                     | Угга из Весали       | —               |
| Прислужник Сангхи                        | —                                                 | —                     | Уггата               | —               |
| Обладает непоколебимым доверием          | —                                                 | —                     | Сура Амбаттха        | Катияни         |
| Обладает доверием к людям                | —                                                 | —                     | Дживака Комарабхачча | —               |
| Уверенность в традициях                  | —                                                 | —                     | —                    | Кали            |
| Обладает верой                           | —                                                 | —                     | Накулапита           | Накуламата      |

Кроме того, в суттах СН 17.23, СН 17.24 и АН 4.18.6, Будда выделяет четыре пары учеников, «которым нет равных» и которые, таким образом, являются образцом для подражания. Эти четыре пары представлены 80 ведущими учениками, перечисленными выше, и указанными в суттах АН 1.188—267. Наилучшими примерами для подражания являются следующие четыре пары учеников:
- монахи: Шарипутра и Маудгальяяна
- монахини: Кхема и Уппалавана
- миряне: Читта и Хаттхака из Алави (АН 1.251)
- мирянки: Куджуттара (АН 1.260) и Велукандакия (СН 17.24).

### Сообщество учеников
В буддизме есть две основные общины (пали sangha):
- «Община монахов и монахинь» (пали bhikkhu-sangha; bhikkhuni-sangha) — сообщество четырёх или более монахов или монахинь, которые живут на постоянной или полу-постоянной основе в однополой компании (современные западные монахи и монахини могут жить в одном монастыре, но в разных жилых помещениях). В этом монашеском сообществе есть ещё одно подразделение имеющих существенные духовные достижения (вошедшие в поток) — «благородная сангха» (пали ariya-sangha)
- «Сообщество учеников» (пали sāvaka-sangha) соответствует широкому сообществу монахов, монахинь, мужчин и женщин.

В качестве примера традиционной ссылки на савака-сангху в Палийском каноне в Дхаджагга сутте СН 11.3 Будда советует своим монахам памятовать о Будде, Дхамме и сангхе, если они испытывают страх. И памятуя о сангхе, они должны вспомнить:
Сангха учеников Благословенного, идущих по хорошему пути, идущих по прямому пути, идущих по верному пути, идущих по совершенному пути, другими словами, четыре пары или восемь типов личностей...
Подобную фразу можно найти и в ежедневной декламации мирян «Сангха Вандана» («Приветствие Сангхе»).

### Махаяна
В буддизме Махаяны шраваки или архаты иногда негативно противопоставляются бодхисаттвам.
В работе IV века Абхидхармасамуччая Асанга описывает последователей Шравакаяны, как наделённых слабыми способностями, которые используют Шравака Питаку, нацелены на собственное освобождение и взращивают отрешённость для достижения освобождения. В Пратьекабуддаяане те, кто используют Шравака Питаку, описываются как имеющие средние способности, следующие Дхарме Пратьекабудд и настроенные на личное просветление. Наконец, те, кто в «Великой Колеснице» изображаются как использующие Бодхисаттва Питаку, обладают проницательностью, следуют Дхарме Бодхисаттвы и стремятся к совершенству и освобождению всех существ и достижению всеобщего просветления.
Согласно учению Йогачара Васубандху, существует четыре типа шраваков:
1. Фиксированный
2. Высокомерный
3. Преобразованный
4. Обращённый (в Бодхи)

По словам Дже Цонкапа, основателя школы Гелуг тибетского буддизма:
Наставление о десяти уровнях (Daśabhūmika Sūtra) говорит, что те, кто культивировал эти десять [добродетельных практик, т. е. не убивал, не воровал, не лгал и т. д.], боясь циклического существования и без [великого] сострадания, но следуя словам других, добьются плода шравака.

## Джайнизм
Шравака в джайнизме — это мирянин-джайн. Он является слушателем наставлений монахов и учёных. В джайнизме сообщество состоит из четырёх частей: монахов, монахинь, шраваков (мирян) и шравиков (мирянок).
Термин шравака также использовался для сокращённого обозначения самого сообщества. Например,  Сараваги— это джайнское сообщество из Раджастхана. С давних пор изолированная джайнская община в Восточной Индии известна как Сарак.
Поведение шраваки регулируется текстами, называемыми шравакачарами, наиболее известным из которых является Ратнакаранда шравакачара самантабхадра.
Шравака духовно совершенствуется через одиннадцать пратим. После одиннадцатого шага он становится монахом. Джайны выполняют шесть обязательных практик, известных как авашьяки: самайика (практика безмятежности), чатурвимшати (восхваление тиртханкары), вандан (уважение к учителям и монахам), пратикрамана (самоанализ), кайотсарга (неподвижность) и пратьяхьяна (отречение).